# Piataki
Piataki (biał. Петакі; ros. Петаки) – wieś na Białorusi, w obwodzie grodzieńskim, w rejonie wołkowyskim, w sielsowiecie Krasne Sioło, przy linii kolejowej Mosty – Wołkowysk.
W dwudziestoleciu międzywojennym leżały w Polsce, w województwie białostockim, w powiecie wołkowyskim, w gminie Biskupice.